# Tepuihyla talbergae
Tepuihyla talbergae là một loài ếch thuộc họ Nhái bén.
Đây là loài đặc hữu của Guyana. Loài này chỉ thấy ở địa điểm điển hình là "Kaieteur Falls, 366m asl (05° 10'N; 59° 28'W), Mazaruni-Potaro District, Guyana" (Duellman and Yoshpa 1996). Tuy nhiên có thể nó phân bố rộng rãi hơn.